# Stazione di Kami-Suwa
La stazione di Kami-Suwa (茅野駅?, Kami-Suwa-eki) è una stazione ferroviaria della città Suwa, nella prefettura di Nagano, e serve la linea linea principale Chūō della JR East. La stazione si trova a 761 metri sul livello del mare.

## Linee
East Japan Railway Company
■ Linea principale Chūō

## Struttura
La stazione è dotata di un marciapiede laterale e uno a isola centrale con tre binari passanti su terrapieno. Il fabbricato viaggiatori si trova sopra il piano del ferro, in posizione rialzato, e collegato ai marciapiedi da ascensori e scale fisse. Nella stazione è presente una biglietteria presenziata.
| 1-2 | ■ Linea principale Chūō | per Kobuchizawa, Kōfu, Shinjuku e Tokyo |
| 2-3 | ■ Linea principale Chūō | per Shiojiri, Matsumoto e Nagano        |

## Stazioni adiacenti
| «                     | Servizio              | »                     |
| Linea principale Chūō | Linea principale Chūō | Linea principale Chūō |
| --------------------- | --------------------- | --------------------- |
| Chino                 | -                     | Shimo-Suwa            |